# Carmis de Esparta
Carmis de Esparta (en griego antiguo: Χάρμις Λάκων) fue  un vencedor olímpico de la ciudad de Esparta.
Ganó en la carrera a pie stadion de un estadio de longitud (aproximadamente 192 m) en los 28.º Juegos Olímpicos, en 668 a. C.
Sin embargo, su victoria se atribuye a veces a Quionis de Esparta (que le sucedió en los Juegos siguientes).
Se considera que Carmis fue el primer atleta olímpico que prestó atención a su dieta durante el entrenamiento. Se dice que comía higos secos.